# アリウープ
アリウープ（英語: alley-oop）は、バスケットボールにおいて、1人のプレイヤーがバスケットの近くにボールを投げ、同じチームの他のプレイヤーがジャンプし、空中でボールをとり、地面に着く前にダンクなどをするプレーである。

## 語源
「アリウープ」という用語は跳躍しようとするサーカスの曲芸師の掛け声であるフランス語の allez hop! という言葉に由来する。
“Alley Oop”という語は、最初、漫画家V. T. Hamlinにより作られたコミックの名前として1932年にアメリカで有名になった（en:Alley Oop参照）。
スポーツにおいては、1950年代にNFLのサンフランシスコ・フォーティナイナーズにより、クォーターバックのY. A. TittleからワイドレシーバーのR.C. Owensへの高い弧を描くパスを表すのに初めて使用された（en:Alley-oop (American football)参照）。ジョー・モンタナからのパスをドワイト・クラークがレシーブした「ザ・キャッチ」も「アリウープ」パスである。後にバスケットボールでこの用語が使用され、よく知られるようになった。